# Горбачевский, Антон Антонович
Антон Антонович Горбачевский (род. 17 ноября 1936, с. Ружанка, Польша) — российский лингвист, профессор (2002), доктор филологических наук. Автор более 110 работ в области лингвистической типологии, сопоставительной грамматики и словообразования славянских языков, проблем поэтического перевода со славянских и иранских языков на русский, теории и практики художественного перевода и др. Владел всеми славянскими и рядом иранских языков .

## Биография
Родился в с. Рожанка Люблинского воеводства, Польша 17 ноября 1936 года.
Окончил филологический факультет Львовского государственного университета им. Ивана Франко (1960) по специальности «филолог, учитель русского языка и литературы средней школы». Учитель русского языка и литературы, немецкого языка в таджикских школах Колхозабадского и Орджоникидзеабадского районов (1960—64), ассистент кафедры русского и славянского языкознания Таджикского государственного университета (1964—66), старший преподаватель кафедры (1966—75), доцент (1975—93), заведующий кафедрой русского и славянского языкознания (1978—93), декан факультета русского языка и литературы Таджикского государственного университета (1987—93). В 1968—91 член научно-технического совета (НТС) по русскому языку при Минвузе Таджикской ССР, член президиума НТС по филологическим наукам при Минвузе СССР. В 1976—77 проходил стажировку при кафедре чешского и словацкого языков Карлова университета в Праге, в 1988 — в Софийском университете на кафедре славянских языков. В 1993 приехал в Челябинск. Работал в ЧГПИ: доцент кафедры русского языка на гуманитарном факультете, в 1994—96 заведующий кафедрой; с 1996 на кафедре русского языка филологического факультета, с 2002 профессор кафедры. Своими учителями считает известных литературоведов — профессора А.В. Чичерина , С.М. Шаховского и В. Ф. Воробьева (в конце 1930 — начале 1940-х гг. работавшего в ЧГПИ). В 1971 защитил кандидатскую диссертацию «Супплетивизм в русском языке (в сопоставлении с другими славянскими языками)», в 2002 — докторскую «Адекватность поэтического перевода в ее внутритекстовых и внетекстовых связях».

## Основные публикации
- Горбачевский, А. А. Оригинал и его отражение в тексте перевода / А. А. Горбачевский; М-во образования Рос. Федерации. Челяб. гос. пед. ун-т. - Челябинск, 2001. - 202 с. : табл.; 20 см.; ISBN 5-85070-115-X
- Горбачевский, А. А. Поэтический перевод в контексте принимающей литературы // Россия — Польша: филологический и историко-культурный дискурс : сб. ст. участников междунар. конф. Магнитогорск : МаГУ, 2005. С. 135-142. (Научная библиотека КиберЛенинка: http://cyberleninka.ru/article/n/perevod-adekvatnyy-ekvivalentnyy-realisticheskiy#ixzz4ZDZIPBxT)
- Горбачевский, А. А. Введение в языкознание : Учеб. пособие для студентов филол. спец. пед. фак. / А. А. Горбачевский. - Челябинск, 1998. - 167 с.; 20 см.
- Горбачевский, А. А. Адекватность поэтического перевода в ее внутритекстовых и внетекстовых связях: диссертация доктора филологических наук: 10.02.20. - сравнительно-историческое, типологическое и сопоставительное языкознание. Челябинск, 2001. 364 с.
- Горбачевский А.А. Теория языка. Вводный курс: учебное пособие. М.: Флинта: Наука, 2011. 280 с.